# BFO

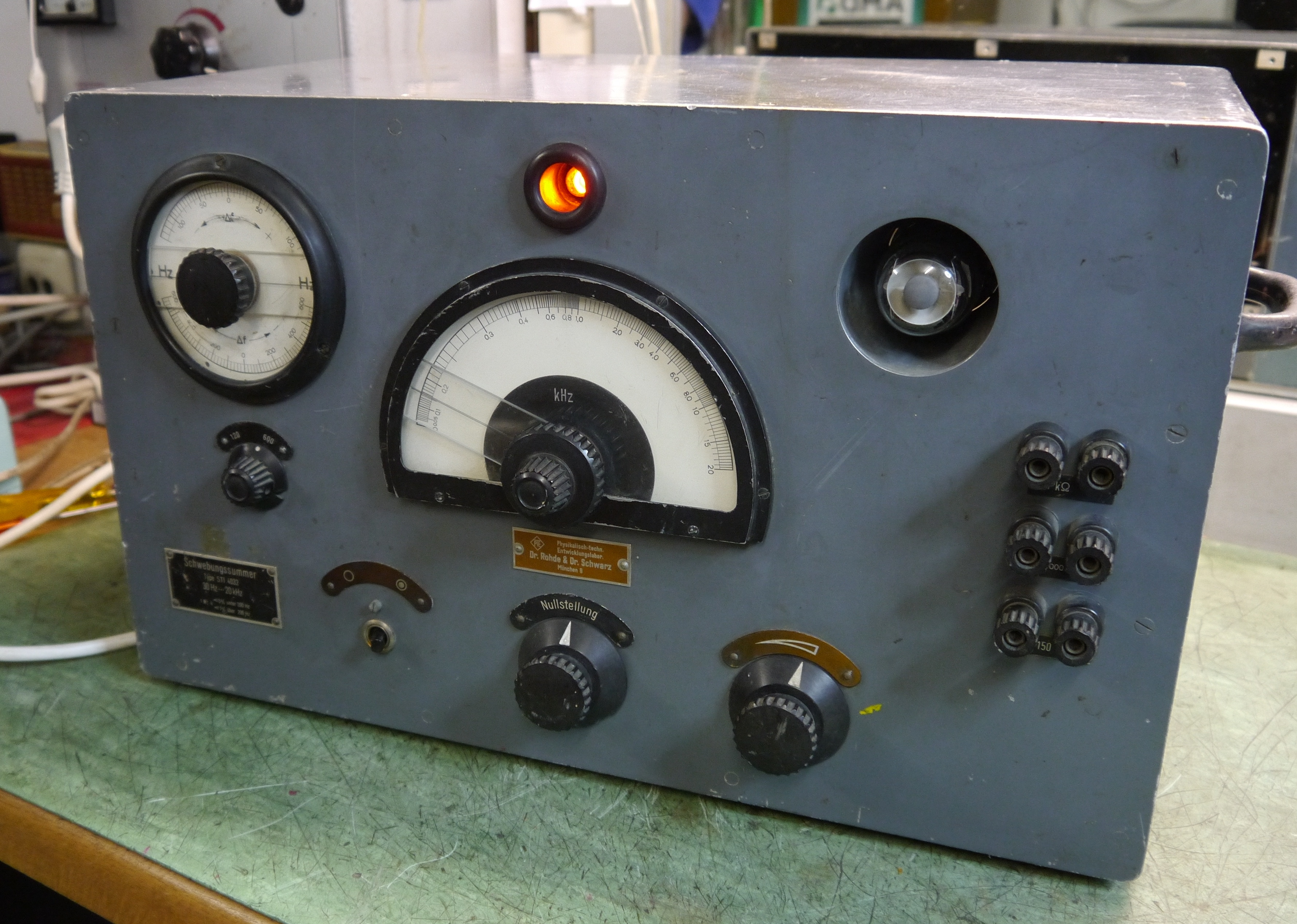
BFO Rohde und Schwarz fabricado en 1944

Un BFO (del inglés beat frequency oscillator) es, en radiotelegrafía, un oscilador usado para crear una señal de audiofrecuencia a partir de transmisiones de ondas portadoras para hacerlas audibles, ya que se emiten inaudibles. La señal del BFO se heterodina con la señal de frecuencia intermedia para crear una señal de audiofrecuencia.

## Ejemplo práctico
Un receptor se sintoniza con una señal de código Morse y la frecuencia intermedia del receptor, IF es Fif = 45 000 Hz. De esta forma los puntos y las líneas se convierten en pulsos de un tono a 45 000 Hz inaudible para los humanos. Para hacerla audible, la frecuencia necesita ser trasladada a la banda de frecuencia audible, por ejemplo a Fbaseband = 1000 Hz. Donde, el desplazamiento de frecuencia deseado es Fbfo = 44 000 Hz, y la forma de onda de salida del BFO es cos(2π 44000 t). Si se multiplica la señal a una frecuencia Fif por la forma de onda, se desplaza la señal a otras dos frecuencias |Fif − Fbfo| y (Fif + Fbfo). La frecuencia de diferencia, |Fif − Fbfo| = 1000 Hz, también se denomina batimiento. La otra frecuencia, (Fif + Fbfo) = 89 000 Hz, puede eliminarse con un filtro que sólo permite el paso de frecuencias bajas, como por ejemplo altavoces ordinarios (que no pueden vibrar a frecuencias tan altas) o el oído humano (que no puede percibir frecuencias superiores a, aproximadamente, 20 kHz).